# Sakdisek Kosol
Sakdisek Kosol (thailändisch ศักดิเสกข์ โกศล; * 23. Juli 2004), auch als Andrew bekannt, ist ein thailändischer Fußballspieler.

## Karriere
Sakdisek Kosol erlernte das Fußballspielen in Buriram in der Jugendmannschaft von Buriram United. Zu Beginn der Saison 2023/24 wechselte er im Sommer 2023 zum Zweitligisten Nakhon Ratchasima FC. Sein Zweitligadebüt für den Erstligaabsteiger aus Nakhon Ratchasima gab Kosol am 17. September 2023 (5. Spieltag) im Heimspiel gegen den Krabi FC. Bei dem 1:0-Erfolg wurde er in der 90.+4 Minute für Somkaet Kunmee eingewechselt. Am Ende der Saison 2023/24 feierte er mit dem Verein die Meisterschaft der zweiten Liga sowie den direkten Wiederaufstieg in die erste Liga. Nach dem Aufstieg kehrte er nach Buriram zurück. Mit der U23-Mannschaft von Buriram nahm er 2024 an der U23-Liga teil. Hier belegte er mit dem Team den zweiten Platz.

## Erfolge
Nakhon Ratchasima FC
- Thailändischer Zweitligameister: 2023/24  ▲

Buriram United U23
- Thailändischer U23-Vizemeister: 2024